# 斯基諾薩河
斯基諾薩河（烏克蘭語：Скиноса），是東歐的河流，位於摩爾多瓦和烏克蘭，屬於科吉利尼克河的支流，流經敖德薩州，河道全長53公里，流域面積343平方公里。